# Austin Powers: International Man of Mystery
Austin Powers: International Man of Mystery is de eerste film in de reeks van Austin Powers-films. De in 1997 uitgekomen film werd geregisseerd door Jay Roach en geschreven door Mike Myers, die zelf de hoofdrollen in de film speelt. De film is een parodie op de wat oudere James Bondfilms, enkele andere spionagefilms uit de jaren zestig en de Swinging Sixties. De film ging op 2 mei 1997 in première en bracht $68 miljoen op waarna nog twee vervolgfilms zouden volgen.

## Verhaal
Het is 1967, de Swinging Sixtees in Londen. Austin Powers, een Brits geheim agent, verslaat een groot deel van de handlangers van zijn grote vijand Dr. Evil. Hij probeert Austin in een nachtclub te doden maar dit mislukt en Dr. Evil ontsnapt door zichzelf in te laten vriezen en zich de ruimte in te laten schieten. Om hem in de toekomst te kunnen verslaan laat Austin Powers zich ook invriezen.
30 jaar later, in 1997, keert Dr. Evil terug. Zijn handlangers hebben zijn misdaadsyndicaat uitgebouwd tot een gerespecteerd conglomeraat maar Dr. Evil wil de wereld bedreigen. De Britse geheime dienst onder leiding van Basil Exposition besluit Powers' hulp in te roepen en daarom wordt Austin ontdooid. Zowel Austin als Dr. Evil blijken moeite te hebben om zich aan te passen aangezien de wereld veranderd is. De Koude Oorlog is voorbij, de techniek is voortgeschreden en de normen en waarden zijn veranderd. Dr. Evil blijkt ook nog een zoon te hebben en ook dat vergt aanpassingsvermogen.
Dr. Evils plan is om een kernwapen te stelen, deze via een schacht naar het middelpunt van de aarde te boren, deze tot ontploffing te brengen waarna het gehele aardoppervlak overspoeld zal worden met lava. Kortom een Doomsday device. De Verenigde Naties kunnen dit voorkomen door een enorm bedrag aan losgeld te betalen.
Austin gaat samen met geheim agent Vanessa Kensington (de dochter van zijn vroegere sidekick) naar Las Vegas om Dr. Evil op te sporen. In een casino komt Austin in contact met Number Two en Alotta Fagina, de vrouwelijke hoofdassistente van Dr. Evil. Hij breekt bij haar in en steelt de plannen van Dr. Evil (Project Vulcan). Als Dr. Evil erachter komt dat Powers hem op het spoor is, maakt hij een groep Fembots. Dit zijn knappe dames met stevige borsten, die uiteindelijk robots met een automatisch geweer in de borsten blijken te zijn. Powers weet de fembots op hol te laten slaan door een striptease op te voeren.
De Verenigde Naties geven toe en betalen het losgeld maar Dr. Evil geeft aan ondanks dat toch de wereld te willen vernietigen. Powers en Kensington weten het ondergrondse hoofdkwartier binnen te sluipen maar worden ontdekt. Ze worden aan de gemuteerde zeebaarzen gevoerd maar weten te ontsnappen. Als het leger binnenvalt weet Powers het plan op het laatste moment te verijdelen maar voordat de basis ontploft laat Dr. Evil zich wederom invriezen en ontsnapt hij weer met een raket.
Aan het eind van de film trouwen Vanessa en Powers met elkaar. In een romantische scène kijken ze samen naar de sterren, en zien daar een vallende ster. Dit blijkt de raket van Dr. Evil te zijn.

## Achtergrond
Begin jaren negentig had Mike Myers een gelegenheidsband, genaamd Ming Tea, waarin de bandleden zich uitdosten als een rockband uit de Swinging Sixties. Als zanger van deze groep had hij reeds de Austin Powerskleding met de typerende bril. Het verhaal gaat dat hij een paar jaar later in de auto zat en het nummer The Look of Love van Dusty Springfield op de radio hoorde. Dit nummer hoorde bij de James Bondparodie Casino Royale uit 1967. Hier kwam hij op het idee voor het maken van de film.
Omdat Mike's vader uit Liverpool kwam had hij zijn zoon het nodige bijgebracht m.b.t. Britse humor, film en muziek en Myers haalde zijn inspiratie dan ook uit de films van Peter Sellers, James Bond, de grappen van Monty Python, The Goodies, Peter Cook en Dudley Moore en de stijl van The Beatles. Het script legde hij voor aan producer Jay Roach, die getrouwd was met Susanna Hoffs die destijds in Ming Tea zat. Hoffs zou het nummer The Look of Love voor de film zingen. Ookal speelt de film zich voor een deel af in het Verenigd Koninkrijk, toch is geen enkele scène buiten de Verenigde Staten opgenomen. 
Austin Powers is gekleed als iemand uit de modcultuur. Zijn typische bril is geïnspireerd op de Britse acteur Michael Caine die deze in de jaren zestig droeg. Die bril was toen ook niet hip maar Michael Caine was wel een sekssymbool. Het idee is dan ook dat Austin Powers ondanks die rare bril toch onweerstaanbaar is. Het karakter Dr. Evil is gebaseerd op Ernst Stavro Blofeld, zoals Donald Pleasence deze neerzette. Oorspronkelijk was Jim Carrey gevraagd voor de rol maar deze had geen tijd vanwege de opnames van Liar Liar waarna Mike Myers koos voor een dubbelrol. Een groot deel van de film is geïmproviseerd, met name de pakkende oneliners. Zo ook de scène waarin Dr. Evil zijn zoon de mond snoert door steeds Ssst te zeggen. Deze ontstond toen Myers en Seth Green achter de schermen dit spelletje met elkaar speelden.
Toen de film uitkwam kwamen er problemen met de Amerikaanse filmkeuring. Er wordt weliswaar geen expliciet naakt getoond maar wel steeds die illusie gewekt doordat er steeds een specifiek voorwerp in de weg staat. De film zelf bracht bijna 68 miljoen dollar op maar de twee vervolgen deden het een stuk beter. In het derde deel, Austin Powers in Goldmember uit 2002, speelt Michael Caine de vader van Powers en draagt hij ook de typerende bril.
Powers was zelf een groot fan van de James Bond films en werkte ook mee aan een documentaire over deze films. De film leek dan ook niet tot problemen te leiden tussen hem en de makers van James Bond. Echter toen Daniel Craig de rol van James Bond ging spelen gaf hij aan dat de films grimmiger moesten worden om zo de associatie met Austin Powers te verbreken. Een vreemde toevalligheid is dat in de film Spectre blijkt dat James Bond en Blofeld toch weer halfbroers blijken te zijn.

## Rolverdeling
| Acteur           | Personage                |
| ---------------- | ------------------------ |
| Mike Myers       | Austin Powers / Dr. Evil |
| Elizabeth Hurley | Vanessa Kensington       |
| Michael York     | Basil Exposition         |
| Mimi Rogers      | Mrs. Kensington          |
| Robert Wagner    | Number Two               |
| Seth Green       | Scott Evil               |
| Fabiana Udenio   | Alotta Fagina            |
| Mindy Sterling   | Frau Farbissina          |
| Paul Dillon      | Patty O'Brien            |
| Charles Napier   | commandant Gilmour       |
| Will Ferrell     | Mustafa                  |
| Clint Howard     | Johnson Ritter           |
| Elya Baskin      | generaal Borschevsky     |
| Joe Son          | Random Task              |
| Burt Bacharach   | zichzelf                 |
| Tom Arnold       | cowboy                   |
| Carrie Fisher    | therapeute               |
| Christian Slater | security                 |

## Verwijzingen naar andere films
Austin Powers: International Man of Mystery is een parodie. Daarom zijn delen van de film gebaseerd op andere fims. Hieronder een lijst met enkele delen die lijken op delen van andere films.
- De intro van de film lijkt op de intro van A Hard Day's Night van de Beatles.
- De quote This is my happening, and it freaks me out! komt uit de film Beyond the Valley of the Dolls.
- Het ontvriezingsproces lijkt op dat van Demolition Man. Het reinigingsproces na het ontdooien lijkt op dat uit de Bondfilm Dr. No.
- Het uiterlijk van Dr. Evil is geïnspireerd op Ernst Stavro Blofeld in You Only Live Twice. De beschermende kleding die hij aan het eind draagt is geïnspireerd op de kleding die Dr. No draagt.
- De vergaderzaal met de stoelen waarop mensen gedood kunnen worden is geïnspireerd op de vergaderzaal van Spectre uit de film  Thunderball.
- Het gespreksdeel Do you really expect them to pay? No, Mr. Powers, I expect them to die. komt uit een gesprek tussen James Bond en Auric Goldfinger uit de Goldfinger-film. Ook de figuur Random Task die met zijn schoen gooit is geïnspireerd op het karakter Oddjob uit die film die mensen kan doden door met zijn hoed te gooien.
- De vloer met daaronder een kaart van de Verenigde Staten met kleine schaalmodellen komt uit de Bondfilm Diamonds Are Forever. Dat geldt ook voor de laatste scène waarin Austin en Vanessa naar de sterren kijken.
- De scène met de haaien komt uit Live and Let Die.

## Filmlocaties
- Japanse Tuinen, Van Nuys, Californië
- Imperial Palace Hotel en Casino in Las Vegas, Nevada - Alotta Fagina's penthouse
- Riviera Hotel en Casino in Las Vegas, Nevada - Interieur
- Stardust Resort & Casino in Las Vegas, Nevada - Interieur
- Valley of Fire State Park in Overton, Nevada
- Vasquez Rocks National Area Park in Agua Dulce, Californië